# The Real Kids
The Real Kids fue un grupo de punk rock radicado en Boston, liderado por el guitarrista, compositor y cantante John Felice. 

## Historia

### Inicios
Felice, nacido en 1955, creció en la ciudad de Natick (Massachusetts), donde fue vecino y amigo de Jonathan Richman, con el que compartía la admiración por The Velvet Underground. Cuando tenía quince años, a finales de 1970, Felice formó junto a Richman The Modern Lovers. Desde entonces hasta 1973 actuó con el grupo de forma intermitente, pero a causa de sus obligaciones escolares no participó en las sesiones de grabación de 1972 que dieron origen al primer álbum de The Modern Lovers. 
Felice decidió entonces formar su propio grupo, y ese mismo año creó The Real Kids (primero llamados únicamente The Kids), con Rick Coraccio (bajo), Steve Davidson (guitarra) y Norman Bloom (batería). Sus actuaciones en directo tuvieron un gran éxito en Boston y alrededores. Además de canciones compuestas por el propio Felice, interpretaban versiones de temas clásicos de Eddie Cochran, Buddy Holly y otros. El grupo no grabó su primer disco hasta 1977, con una formación en la que figuraban Felice, Billy Borgioli (guitarra), Allen "Alpo" Paulino (bajo) y Howie Ferguson (batería). El disco, el único álbum de estudio que publicaría el grupo, apareció en el sello Red Star en 1978.
Mientras seguía tocando de forma ocasional con diferentes versiones de The Real Kids, Felice trabajó también como roadie para los Ramones, y formó parte del grupo Taxi Boys, también bostoniano. The Real Kids volvieron a unirse para realizar una gira por Europa y grabar un disco en directo, Hit You Hard (1983), para la discográfica francesa New Rose. Posteriormente, "Alpo" Paulino y Billy Borgioli abandonaron el grupo para unirse a Primitive Souls. En 1988, Felice formó una nueva banda, John Felice and The Lowdowns, con la que grabó el disco Nothing Pretty.
The Real Kids han vuelto a juntarse en varias ocasiones posteriormente. Tocaron de forma regular en 1998-1999. "Alpo" Paulino falleció el 6 de febrero de 2006.

## Discografía

### Sencillos
| Año  | Sencillo                        | Discográfica        |
| ---- | ------------------------------- | ------------------- |
| 1999 | Down to you                     | TKO Records         |
| 1999 | Live in Detroit                 | Detroit Underground |
|      | All Kindsa Girls/Common at Noon | Norton              |
|      | Hot Dog/Just Like Darts         | Norton              |
|      | Foggy Notion                    | Norton              |
|      | She's Got Everything/My Way     | Norton              |

### Álbumes de estudio
| Año  | Álbum                 | Discográfica        |
| ---- | --------------------- | ------------------- |
| 1977 | The Real Kids         | Norton              |
| 1982 | Outta Place           | Star Rhythm Records |
| 1983 | All Kindsa Jerks Live | New Rose            |
| 1983 | Girls! Girls! Girls!  | Lolita              |
| 1983 | Hit you hard          | New Rose            |

### Álbumes compilatorios
| Año  | Álbum                              | Discográfica |
| ---- | ---------------------------------- | ------------ |
| 1983 | Outta Place/All Kindsa Jerks Live  | New Rose     |
| 1993 | Grown Up Wrong                     | Norton       |
| 1999 | Better be Good                     | Norton       |
| 1999 | No Place Fast                      | Norton       |
| 2001 | Senseless: Live at Cantone's, 1982 | Norton       |
| 2003 | The New Rose Years                 | Last Call    |